# Deutscher Tanzsportverband
Der Deutsche Tanzsportverband e. V. (DTV) betreut den Tanzsport in Deutschland. Er hat seinen Sitz in Frankfurt am Main.
Der Verband firmiert auch unter Tanzsport Deutschland.
Er Mitglied des Tanzsport-Weltverbands World DanceSport Federation (WDSF).

## Geschichte
Der Verband wurde im Jahr 1920 informell gegründet und rechtlich als Reichsverband für Tanzsport (RfT) am 4. November 1921 in das Vereinsregister in Berlin eingetragen.
Seit dem Jahr 1965 repräsentiert der Verband als Spitzenfachverband im Deutschen Olympischen Sportbund (DOSB) – früher Deutscher Sportbund (DSB) – die Sportart Tanzen (ursprünglich als Nichtolympischer Verband, seit 2020 als Olympischer Spitzenverband).

## Präsidenten
| Name                           | Amtszeit  |
| ------------------------------ | --------- |
| Hermann Schreiber              | 1921–1923 |
| Burghard Freiherr von Reznicek | 1923–1924 |
| Herbert von Spoenla            | 1924–1935 |
| Franz Büchler                  | 1936–1942 |
| Fritz Löwe                     | 1946–1948 |
| Günter Butz                    | 1948      |
| Johannes Köster                | 1948–1950 |
| Fritz Neuroth                  | 1950–1962 |
| Detlef Hegemann                | 1962–1966 |
| Wolfgang Kühle                 | 1966–1970 |
| Hermann Bolz                   | 1970–1974 |
| Günter Meinen                  | 1974–1992 |
| Herbert Fenn                   | 1992–1998 |
| Harald Frahm                   | 1998–2005 |
| Franz Allert                   | 2005–2014 |
| Heidi Estler                   | 2014–2022 |
| Tim Rausche                    | ab 2022   |

## Struktur
Der DTV ist ein Verband von Mitgliedsverbänden und Vereinen. Stand 2023 betreiben rund 190.000 Mitglieder in knapp 2.000 Vereinen des DTV ihren Sport.
Angeschlossen an den DTV sind die 16 Landestanzsportverbände:
- Tanzsportverband Baden-Württemberg e. V. (TBW)
- Landestanzsportverband Bayern e. V. (LTVB)
- Landestanzsportverband Berlin e. V. (LTV Berlin)
- Landestanzsportverband Brandenburg e. V.
- Landestanzsportverband Bremen e. V. (LTV Bremen)
- Hamburger Tanzsportverbandes e. V. (HATV)
- Hessischer Tanzsportverband HTV e. V. (HTV)
- Tanzsportverband Mecklenburg-Vorpommern e. V. (TMV)
- Niedersächsischer Tanzsportverband e. V. (NTV)
- Tanzsportverband Nordrhein-Westfalen e. V. (TNW)
- Tanzsportverband Rheinland-Pfalz e. V. (TRP)
- Saarländischer Landesverband für Tanzsport e. V. (SLT)
- Landestanzsportverband Sachsen e. V. (LTVS)
- Landestanzsportverband Sachsen-Anhalt e. V. (LTVSA)
- Tanzsportverband Schleswig-Holstein e. V. (TSH)
- Thüringischer Tanzsportverband e. V. (TTSV)

Die Mitglieder des DTV-Präsidiums bilden gemeinsam mit den Präsidenten der Landestanzsportverbände und dem Präsidenten der Tanzsporttrainer-Vereinigung den Länderrat.
Zusätzlich finden sich unter dem Dach des DTV folgende Fachverbände mit besonderer Aufgabenstellung (mit eigener Sporthoheit):
- Cheerleadervereinigung Deutschland (CvD)
- Bundesverband für Country & Westerntanz Deutschland e. V. (BfCW)
- Deutscher Verband für Equality Tanzsport e. V. (DVET)
- Deutscher Verband für Garde- und Schautanzsport e. V. (DVG)
- Bundesverband für karnevalistischen Tanzsport in Deutschland e. V. (BkT)
- Deutscher Rock ’n’ Roll und Boogie-Woogie Verband e. V. (DRBV)
- Deutscher Rollstuhl-Sportverband e. V. (DRS)
- Bundesverband Seniorentanz e. V. (BVST)
- TAF Germany e. V. (The All Dance Federation)
- Tanzsporttrainer-Vereinigung e. V. (TSTV)
- Deutscher Twirling-Sport-Verband e. V. (DTSV)

Das DTV-Präsidium, die Präsidenten der Landestanzsportverbände, die Präsidenten der Fachverbände mit besonderer Aufgabenstellung und der Präsident der Tanzsporttrainer-Vereinigung bilden den Verbandsrat.
Das Fachorgan des DTV ist der monatlich erscheinende Tanzspiegel. Seit 2024 erscheint der Tanzspiegel neunmal im Jahr mit sechs Einzel- und drei Doppelausgaben.

## Philatelistisches
Mit dem Erstausgabetag 2. November 2021 gab die Deutsche Post AG ein Postwertzeichen im Nennwert von 80 Eurocent anlässlich des 100-jährigen Bestehens des DTV heraus. Der Entwurf stammt von der Grafikerin Katrin Stangl aus Köln.